# Савруша
Савру́ша (рос. Савруша) — село у складі Бугурусланського району Оренбурзької області, Росія.

## Населення
Населення — 175 осіб (2010; 204 у 2002).
Національний склад (станом на 2002 рік):
- росіяни — 83 %